# لوون هاروت
لوون تیگرانی هاروت (ارمنی: Լևոն Տիգրանի Հարութ؛  ۱۲ فوریهٔ ۱۸۹۴ – ۶ ژانویهٔ ۱۹۵۷) یک بازیگر اهل ارمنستان بود. وی بین سال‌های - تا - میلادی فعالیت می‌کرد.

## زندگی‌نامه
وی با نام اصلی هاروت هاروتیونیان (ارمنی: Հարութ Հարությունյան) در ۱۲ فوریهٔ ۱۸۹۴ در وان به دنیا آمد . وی همچنین برندهٔ جوایزی همچون هنرمند شایسته ارمنستان شوروی (۱۹۵۴) شده است. وی در ۶ ژانویهٔ ۱۹۵۷ در سن ۶۲ سالگی در ایروان درگذشت.

## گزیده فیلمشناسی
از فیلم‌ها یا برنامه‌های تلویزیونی که وی در آن نقش داشته است می‌توان به نازار شجاع (۱۹۴۰)، زانگزور (۱۹۳۸) اشاره کرد. 